# Rußbach
Rußbach é um município da Áustria localizado no distrito de Korneuburg, no estado de Baixa Áustria.

## Geografia
Rußbach ocupa uma área de 30,56 km². 21,7% da superfície são arborizados.

### Subdivisões
Os katastralgemeinden de Rußbach se chamam
Niederrußbach, Oberrußbach, Stranzendorf.

## População
No fim do ano 2005 tinha 1378 habitantes.

## Política
O burgomestre é Hermann Pöschl do Partido Popular Austríaco.

### Conselho Municipial
- ÖVP 10
- SPÖ 8
- FPÖ 1